# Неонилла
Неони́лла (от др.-греч. νέον (νεότης) — «молодость, юность») — женское имя. Разговорная форма — Неони́ла. Производные: Неонилка, Ненила, Ненилка, Нила, Нела, Неля, Неня.

## История
История этого имени начинается в 1688 году. Сестра патриарха Иова страдала неизлечимой болезнью. Согласно легенде, в царствование Иоанна и Петра Алексеевичей Неонилла молилась перед иконой Богородицы и выздоровела. Это произошло 6 ноября, в день богородичной иконы «Всех скорбящих радость».

## Именины
Православные именины (даты даны по григорианскому календарю): 29 января и 10 ноября.

## Известные носители
- Неонилла Лангонийская, известная также, как Леонилла, Леовилла, Лонилла — мученица, память 16 января (в западных календарях — 17 января), бабка мучеников-близнецов Спевсиппа, Елевсиппа и Мелевсиппа (II в. н. э.).
- Неонилла Сирийская — христианская мученица, пострадавшая в гонение императора Деция, память 28 октября.
- Неонила Криничная — доктор филологических наук, заслуженный деятель науки республики Карелия, заслуженный деятель науки РФ, исследователь преданий и мифологических рассказов.